# 가라토다이역
가라토다이역(일본어: 唐櫃台駅, からとだいえき)은 일본 효고현 고베시 기타구 가라토다이 2초메에 있는 고베 전철 아리마 선의 역이다. 역 번호는 KB14이다. 해발 309m이다.

## 역사
- 1966년 7월 1일: 아리마 선의 롯코노보루야마구치(현, 신테쓰롯코) ~ 아리마구치 역 사이에 신설 개통.

## 역 구조
상대식 승강장 2면 2선의 지평역이다. 역사는 상행 승강장 측 아리마구치 쪽에 있고, 하행 승강장은 구내 건널목에서 연결된다.
연선 광 네트워크에 접속된 역무 원격 시스템이 도입되고 있다. 역사에 매점이 있었지만, 2017년 기준으로는 고기만두 가게가 되었고, 기획 승차권의 일부는 가게 앞에 설치된 자동 판매기에서 판매하고 있다.

### 승강장
| 역사측 | ■ 아리마 선(상행) | 다니가미・스즈란다이・미나토가와・신카이치 방면 |
| 반대측 | ■ 아리마 선(하행) | 아리마구치・아리마온센・요코야마・산다 방면     |

## 역 주변
주변은 고베 시에서 개발한 주택가이다.
- 효고 지방 도로 15호 고베미타 선
- 고베 가라토 우체국
- 롯코 유료도로
- 롯코키타 유료도로
- 효고 현립 고베키타 고등학교
- 신테쓰 버스 주식회사(한큐 버스 가라토 영업소 병설)

## 인접역
| 고베 전철 아리마 선           | 고베 전철 아리마 선 | 고베 전철 아리마 선                   |
| ----------------------------- | ------------------- | ------------------------------------- |
| KB12 오이케 신카이치 방면     | ■ 급행              | 아리마구치 KB15 산다・아리마온센 방면 |
| KB13 신테쓰롯코 신카이치 방면 | ■ 준급 ■ 보통       | 아리마구치 KB15 산다・아리마온센 방면 |